# Leon David Crestohl
Leon David Crestohl (7 mai 1900-21 mars 1963) est un avocat et homme politique fédéral du Québec.

## Biographie
Né à Varsovie en Pologne, alors partie intégrante de l'Empire russe, il immigre au Canada avec sa famille et s'installa d'abord dans la ville de Québec en 1911 avant d'aller à Montréal en 1919. C'est dans cette ville qu'il fait ses études à l'Université McGill et à l'Université de Montréal. Devenu membre du Barreau du Québec en 1926, il accéda également au Conseil du Roi en 1944. Durant la Seconde Guerre mondiale, il sert comme procureur de la couronne à Montréal.
Devenu député de la circonscription de Cartier sous la bannière du Parti libéral lors d'une élection partielle en 1950, il est réélu en 1953, 1957, 1958 et en 1962. Il est mort en fonction peu avant le déclenchement des élections de 1963. 

## Archives
Il existe un fonds Leon David Crestohl à Bibliothèque et Archives Canada. Le numéro de référence archivistique est R3951. 